# Боґушево (Куявсько-Поморське воєводство)
Боґушево (пол. Boguszewo, нім. Boguschau) — село в Польщі, у гміні Ґрута Ґрудзьондзького повіту Куявсько-Поморського воєводства.
Населення — 316 осіб (2011).
У 1975-1998 роках село належало до Торунського воєводства.

## Демографія
Демографічна структура станом на 31 березня 2011 року:
|          | Загалом | Допрацездатний вік | Працездатний вік | Постпрацездатний вік |
| -------- | ------- | ------------------ | ---------------- | -------------------- |
| Чоловіки | 156     | 23                 | 116              | 17                   |
| Жінки    | 160     | 31                 | 100              | 29                   |
| Разом    | 316     | 54                 | 216              | 46                   |